# Vallsta, Bollnäs kommun
Vallsta är en tätort i Bollnäs kommun i Gävleborgs län, Vallsta ligger norr om Arbrå, söder om Undersvik och väster om Ljusnan. Vallsta har en lokaltågsstation längs Norra stambanan där X-tåget stannar. 

## Samhället

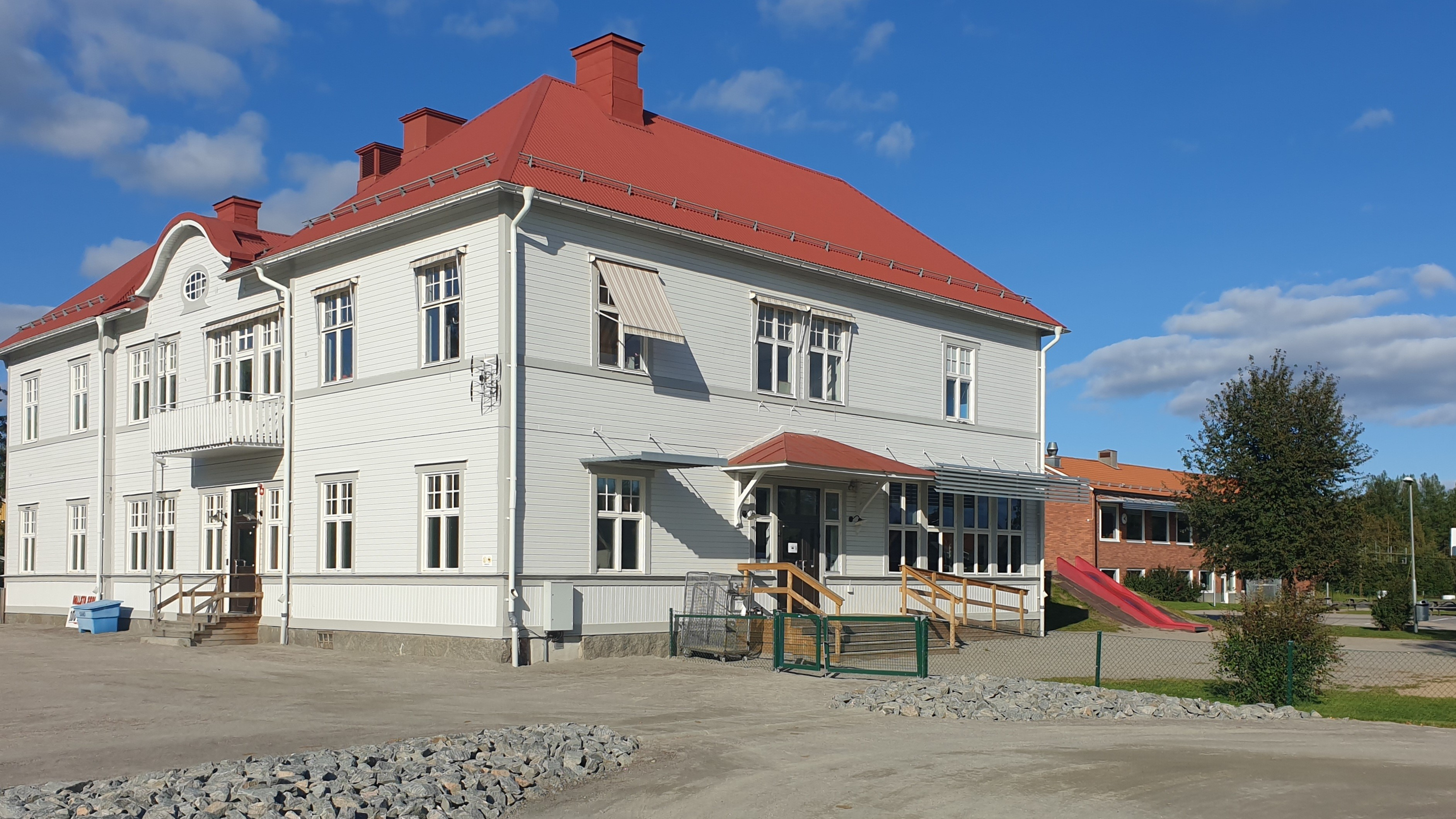
Vallsta skola uppfördes 1908 och i bakgrunden syns den senare skolbyggnaden i tegel.

Tätorten Vallsta ligger i ett område som sträcker sig ca 7 kilometer längs Ljusnan med Orbaden i norr och Hovsätter i söder angränsande till Arbrå kyrkby. Det geografiska läget i Ljusnandalen gör att tätorten har ett utsatt läge för översvämningsrisk kopplat till 100-årsflöde. Väster om riksväg 83 i Vallsta ligger Parten och Hov, som tidigare var en separat småort. Till den andra sidan av Ljusnan med byar som Iste leder Backabron, byggd på 1930-talet där älven är som smalast.

## Historia
Vallsta tros ha varit en bebodd plats sedan järnåldern. Hov och Åkre är förkristna namn med kultiska betydelser där Hov kan härledas till hedniskt tempel och Åkre har kopplats ihop med betydelsen gammal kultåker. Fornlämningar daterade till vikingatid i form av tre rundade högar finns i Vallsta intill Backabron över Ljusnan. En ej synlig fornlämning av typen blästbrukslämning finns i skogen ovanför Parten .
Vallsta är en ihopflätning av byarna Hov och Åkre som skedde i samband med skiftet i slutet av 1700-talet. År 1900 bodde 250 personer i Vallsta. Vallsta består av två delar: stationssamhället och landsvägsdelen. Stationssamhället började utvecklas på 1880-talet i samband med att järnvägen anlades. Landsvägsdelen ligger längs Riksväg 83, en väg som i århundraden förbundit Bollnäs och Ljusdal.

### Namnsägen
Ortnamnet Vallsta har sitt tidigaste belägg från 1726 och då som Walstad. Följande sägen om hur Vallsta fick sitt namn finns i ortnamsregistrets arkiv.
| ”                     | I Arbrå fortlever bland allmogen den gamla sägnen om att i en avlägsen forntid kom en skara norrmän, som för sin hedniska tros skull förföljdes av en annan skara, vilken övergått till kristendomen. Då den förföljande skaran såg det höga och tvärbranta Åsberget, trodde de att de flyende hedningarna medelst trolldomskonster staplat upp berget för att låta det falla över dem, om de fortsatte förföljelsen. De stanna och vände om hem igen. Hedningarna, lyckliga över vändingen, kallade det ställe, där de nu fingo stanna, för Waldermarstad efter sin anförare Waldemar. Namnet blev småningom Wallsta. | „ |
| – Vallstas namnsägen, | |   |

### Järnvägen

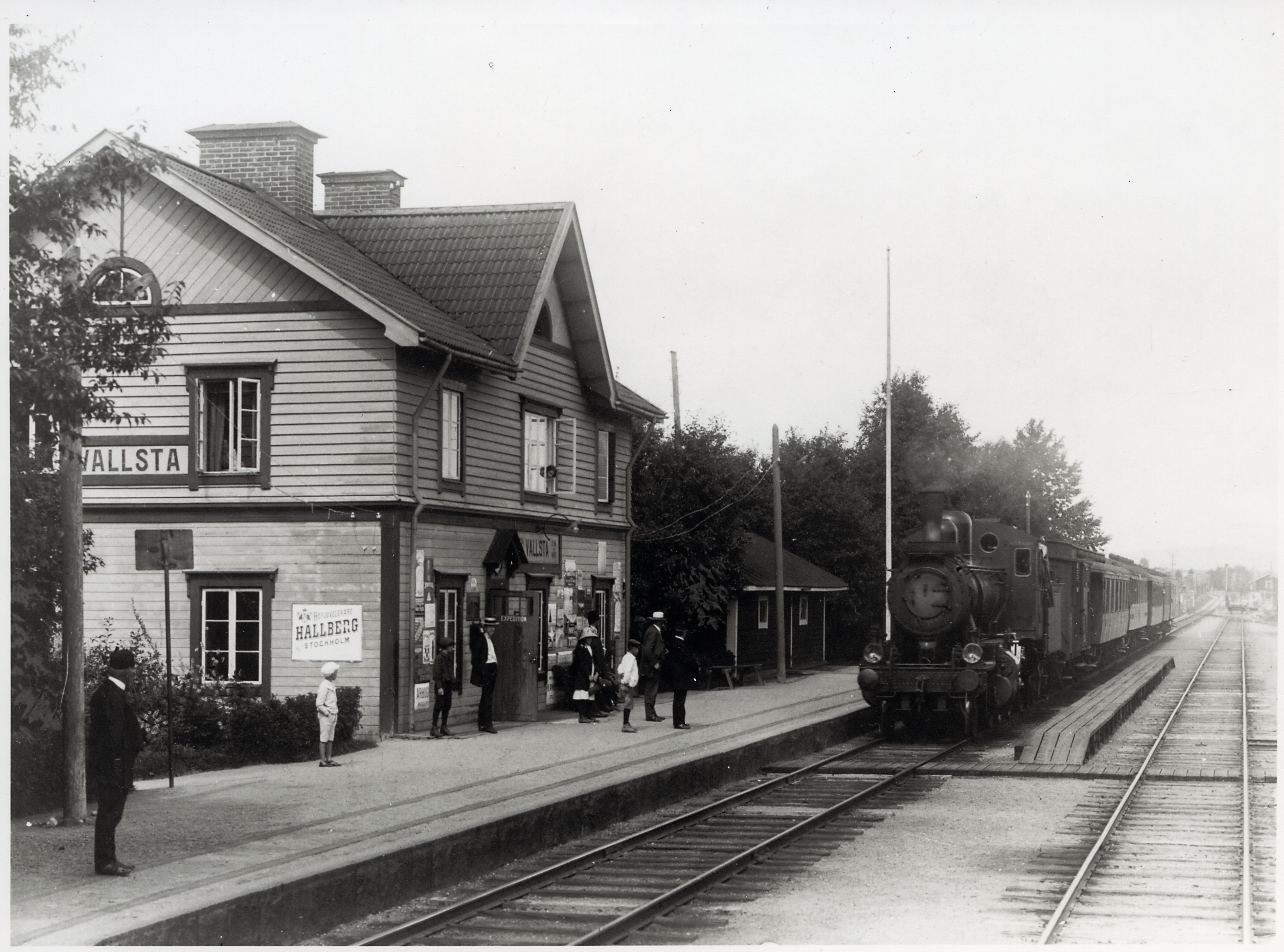
Järnvägsstationen i Vallsta invigdes 1880.

I och med att Norra stambanan anlades på 1870-talet blev Vallstaborna missnöjda över att den enda stationen i hela Arbrå socken blev i Arbrå, vars järnvägsstation byggdes 1878–1879. I protest samlades 94 namnunderskrifter in 1880 på en handling om att det var nödvändigt att få en hållplats eller station i Vallstaområdet, samt att man var villig att stå för kostnaderna. Beskedet kom redan månaden senare från Kongl. Jernvägstrafikstyrelsen om tillstånd för en mindre station eller hållplats. Kostnaderna fördelades så att de boende i Åkre, Hov och Vallsta byar betalade 25 % mer än de boende längre bort från stationen som inte ansågs tjäna lika mycket på den. Materialkostnaderna beräknades vara 4257 kronor. Handlarna i Vallsta kunde betala med större donationer till bygget, så som de hade lovat med sina namnunderskrifter. Exempelvis bidrog Carl Johansson på Karlsbro motvilligt med 100 kronor.
Anledningen till att hållplatsen fick namnet Vallsta, som den också hade genom hela planeringen, trots att den låg på mark tillhörande Hov, var att så många andra stationer i Sverige hade namnet Hov.

## Befolkningsutveckling
| Befolkningsutvecklingen i Vallsta 1960–2020                | Befolkningsutvecklingen i Vallsta 1960–2020 | Befolkningsutvecklingen i Vallsta 1960–2020 | Befolkningsutvecklingen i Vallsta 1960–2020 | Befolkningsutvecklingen i Vallsta 1960–2020 |
| ---------------------------------------------------------- | ------------------------------------------- | ------------------------------------------- | ------------------------------------------- | ------------------------------------------- |
|                                                            |                                             |                                             |                                             |                                             |
| År                                                         |                                             |                                             | Folkmängd                                   | Areal (ha)                                  |
| 1960                                                       | 1960                                        |                                             | 427                                         |                                             |
| 1965                                                       | 1965                                        |                                             | 404                                         |                                             |
| 1970                                                       | 1970                                        |                                             | 362                                         |                                             |
| 1975                                                       | 1975                                        |                                             | 335                                         |                                             |
| 1980                                                       | 1980                                        |                                             | 315                                         |                                             |
| 1990                                                       | 1990                                        |                                             | 316                                         | 68                                          |
| 1995                                                       | 1995                                        |                                             | 312                                         | 69                                          |
| 2000                                                       | 2000                                        |                                             | 308                                         | 69                                          |
| 2005                                                       | 2005                                        |                                             | 280                                         | 69                                          |
| 2010                                                       | 2010                                        |                                             | 277                                         | 69                                          |
| 2015                                                       | 2015                                        |                                             | 288                                         | 66                                          |
| 2020                                                       | 2020                                        |                                             | 268                                         | 66                                          |
| Anm.: från 2023 ingår den tidigare småorten Parten och Hov |                                             |                                             |                                             |                                             |

## Personer från Vallsta
- Peter Hedlund, nyckelharpsvärldsmästare och riksspelman
- Jonas Wallström, hälsingemålare
- Görgen Antonsson, riksspelman